# Nervus vagus
De nervus vagus of zwervende zenuw (ook nervus X met Romeins cijfer 10, afgekort N. X) is de tiende hersenzenuw.

## Bestanddelen
- Motorische vezels (kieuwboogmusculatuur)
- Exteroceptieve sensibele vezels
- Visceromotorische en viscerosensibele vezels
- Smaakvezels

Het is de belangrijkste parasympathische zenuw van het autonome zenuwstelsel.

## Innervatie
De nervus vagus innerveert delen van het hoofd – net als de andere hersenzenuwen – maar loopt ook naar de borst- en buikholte, waar hij zich in de ingewanden als een plexus vertakt.
- Ramus meningeus: dura in de achterste schedelgroeve (sensibel)
- Ramus auricularis: dorsaal en caudaal gebied van de huid van de uitwendige gehoorgang en klein deel van de oorschelp (exteroceptief sensibel)
- Rami pharyngei:
  - slijmvlies van de trachea, oesofagus en epiglottis (sensibel)
  - spieren van zachte gehemelte en de keel (motorisch)
- Nervus laryngeus superior:
  - Ramus externus: M. cricothyroideus (motorisch)
  - Ramus internus: slijmvlies van het gebied tussen strottenhoofd en stembanden (sensibel)
- Nervus laryngeus recurrens:
  - alle strottenhoofdspieren behalve de musculus cricothyroideus (motorisch)
  - slijmvlies van het strottenhoofd onder de stembanden (sensibel)
- Rami cardiaci cervicales: geven informatie door over de spanning van de aortawand; prikkeling → daling bloeddruk (viscerosensibel)
- Ingewandszenuw: netvormige verspreiding (visceromotorisch)
  - Plexus pulmonalis (longen)
  - Plexus oesophageus (slokdarm)
    - Truncus vagalis anterior: rami gastrici anteriores (voorzijde van de maag)
    - Truncus vagalis posterior: rami gastrici posteriores (achterzijde van de maag)

  - Rami hepatici: naar plexus hepaticus (lever)
  - Rami coeliaci: naar plexus coeliacus (aftakking van de aorta)
  - Rami renales: naar plexus renalis (nieren)

De nervus vagus stuurt signalen in de richting van de verschillende organen van het lichaam, maar meer nog geleidt hij informatie over de toestand van de organen naar het centrale zenuwstelsel. 80-90% van de zenuwvezels in de nervus vagus zijn afferente of sensorische zenuwcellen.

## Symptomen bij beschadiging
Bij beschadiging van de nervus vagus treden afwijkingen op in de keel en het strottenhoofd:
- Bij eenzijdige verlamming van de musculus levator veli palatini worden het zachte gehemelte en de huig naar de gezonde zijde getrokken.
- De stemband van de beschadigde zijde blijft onbeweeglijk door verlamming van de inwendige strottenhoofdspieren. Bij een enkelzijdige laesie uit zich dit in een hese stem. Deze spieren worden normaliter aangestuurd door de rechter en linker nervus laryngeus recurrens, aftakkingen van de nervus vagus.
- Er kunnen ook problemen optreden in het spijsverteringsstelsel, waaronder slikklachten en vertraagde maaglediging.

I: N. olfactorius · II: N. opticus · III: N. oculomotorius · IV: N. trochlearis · V: N. trigeminus (N. ophthalmicus · N. maxillaris · N. mandibularis) · VI: N. abducens · VII: N. facialis · VIII: N. vestibulocochlearis · IX: N. glossopharyngeus · X: N. vagus · XI: N. accessorius · XII: N. hypoglossus